# Jiuhu (sockenhuvudort i Kina, Hubei Sheng, lat 31,46, long 110,10)
Jiuhu (kinesiska: 九湖, 九湖乡) är en sockenhuvudort i Kina. Den ligger i provinsen Hubei, i den centrala delen av landet, omkring 410 kilometer väster om provinshuvudstaden Wuhan. Antalet invånare är 3 657. Befolkningen består av 1 680 kvinnor och 1 977 män. Barn under 15 år utgör 14,0 %, vuxna 15-64 år 73 %, och äldre över 65 år 12,0 %.
Runt Jiuhu är det ganska glesbefolkat, med 25 invånare per kvadratkilometer. Närmaste större samhälle är Dangyang, 13,1 km sydväst om Jiuhu. I omgivningarna runt Jiuhu växer i huvudsak blandskog.
Genomsnittlig årsnederbörd är 1 320 millimeter. Den regnigaste månaden är augusti, med i genomsnitt 210 mm nederbörd, och den torraste är december, med 16 mm nederbörd.